# Dolní Paseky (Rožnov pod Radhoštěm)
Dolní Paseky jsou vesnice, součást města Rožnov pod Radhoštěm. Dolní Paseky jsou z velké části stále osídleny roztroušenou zástavbou typickou pro Valašsko. Přirozeným centrem Dolních Pasek je okolí svíčkárny Unipar. Nachází se zde turistický rozcestník i stejnojmenná ulice Dolní Paseky. Leží nedaleko Horních Pasek a sídlišť Láz a Hradišťko.

## Zemědělství a podnikání
Místní část Dolní Paseky je charakteristická zemědělskou činností a sídlí zde několik podniků.
Jedním z místních podniků je Pstruhařství Halamíček, specializující se na chov pstruhů a organizaci různých rybářských akcí.
Dalším významným podnikem je BIO farma Miroslav Horut, rodinná ekologická farma s minimlékárnou, hospodařící na ploše 60 hektarů luk a pastvin v podhůří Beskyd. Farma se zaměřuje na chov dojného skotu a výrobu mléčných produktů. 
Světovým podnikem původem z Dolních Pasek je UNIPAR, rodinná firma, která se od roku 1992 specializuje na výrobu svíček.